# Alfonso II d'Avalos
Alfonso II d'Avalos (1465 circa – Napoli, 7 settembre 1495) è stato un condottiero italiano appartenente alla nobile famiglia italo-spagnola dei D'Avalos.

## Biografia
Si mise al servizio di Ferdinando II di Napoli, che era stato messo dal padre Alfonso II di Napoli a capo delle armate aragonesi per fronteggiare l'avanzata di Carlo VIII di Francia, che intendeva impossessarsi del Regno di Napoli.
Essendo la disfatta aragonese ormai inevitabile, molti generali della parte aragonese passarono ai francesi. Tra i pochi che rimasero fedeli a Ferdinando furono Innico II d'Avalos, Jacopo Sannazzaro e Alfonso stesso.
Il 20 febbraio 1495 Napoli aprì le porte a Carlo VIII. Nel tentativo di attuare un'ultima resistenza, Ferdinando raggiunse il Castello d'Ischia, lasciando il fedele Alfonso a difesa di Castel dell'Ovo a Napoli.
Mentre ad Ischia il re riuscì ad uccidere Giustino della Candida, reo di essersi alleato con i francesi, a Napoli Alfonso non riuscì a resistere all'avanzata di Carlo VIII e venne ucciso a tradimento durante gli scontri.

## Famiglia e titoli
Apparteneva ad una nobile famiglia del Regno di Napoli, da sempre fedele ai re d'Aragona.
Fu il primo figlio maschio di Innico I d'Avalos e Antonella d'Aquino, l'ultima discendente degli Aquino che portò in dote agli Avalos il marchesato di Pescara, creato nel 1403 dal re angioino Ladislao I di Napoli, ma riconosciuto nel 1453 anche dalla nuova dinastia aragonese.
Mentre suo fratello Innico II d'Avalos ottenne il Marchesato del Vasto, egli divenne quarto marchese di Pescara e secondo della famiglia d'Avalos. All'altro fratello Rodrigo, morto senza eredi, toccò in eredità la contea di Monteodorisio.
Sposò nel gennaio del 1488 Diana de Cardona, una nobildonna del ramo siciliano della famiglia Cardona (morta nel 1494) dalla quale ebbe due figli, dei quali tuttavia solo del primo, l'unico a raggiungere l'età adulta, è noto il nome:
- Fernando Francesco (Napoli, 1489-1525).